# Éthique centrée sur la souffrance
L'éthique centrée sur la souffrance est l'ensemble des positions éthiques qui donnent une priorité à la réduction de la souffrance, de préférence à la promotion du plaisir, du bonheur ou d'autres choses humainement enviables.
Les éthiques ainsi centrées varient selon la place qu'elles donnent aux souffrances considérées comme évitables et leur réduction plus ou moins exclusive. Des positions incorporent des caractéristiques supplémentaires dans leur théorie morale, comme la prévention d'autres choses ayant une valeur morale négative, ou la promotion de valeurs positives additionnelles, tout en donnant, par rapport à ces valeurs, la priorité à la réduction des souffrances évitables.

## Différentes formes
« L'éthique centrée sur la souffrance » est un terme générique qui recouvre différentes positions normatives ayant pour point commun de donner une priorité à la réduction de la souffrance. Même si toutes ces doctrines partagent cet objectif général commun, leurs prescriptions sur la manière dont nous devrions agir peuvent varier. Le conséquentialisme négatif est l'une de ces positions, et affirme que, pour agir moralement, nous devons minimiser ce qu'on considère comme négatif, parce qu'une situation devient meilleure quand elle comporte moins de ce qui est négatif (comme la souffrance ou les injustices). Une forme de conséquentialisme négatif est l'utilitarisme négatif, selon lequel nous devrions chercher à minimiser les souffrances de manière agrégée, en considérant que deux souffrances équivalentes ont le même poids, quelle que soit la personne qui souffre, humain ou animal non-humain.
D'autres positions centrées sur la souffrance peuvent cependant relever d'une forme d'éthique déontologique, et prétendre que notre devoir de réduire des souffrances est plus grand que celui d'augmenter le bonheur. Elles affirment donc que, dans tous les cas, la réduction de la souffrance détient la priorité sur les autres objectifs moraux. Cet impératif moral prévaudrait dans tous les cas, qu’ils entraînent une amélioration ou une dégradation de la situation. Enfin, l'idée a été défendue que nous devrions cultiver des traits de caractère conduisant à nous comporter comme des personnes cherchant à réduire la souffrance.
Les éthiques centrées sur la souffrance ont souvent été associée à l'adjectif « négatif », car elles considèrent que la réduction de ce qui est négatif est plus importante que la promotion de ce qui a une valeur positive,,. Ce terme continue d'être utilisé pour nommer des positions telles que le conséquentialisme négatif, le prioritarisme ou l'utilitarisme négatif. Cependant, l'utilisation de l'expression « éthique centrée sur la souffrance » a augmenté au cours du XXIe siècle, car elle est plus directe et plus claire sur ce à quoi elle renvoie. Les éthiques centrées sur la souffrance qui sont déontologiques ou qui fait appel au caractère moral (comme l'éthique du care) n'ont en revanche pas été désignées avec le terme « négatif ».
On peut également distinguer différentes forme d'éthiques centrées sur la souffrance en fonction de la place qu'elles accordent à la prise en compte d'autres valeurs que la réduction de la souffrance, et en fonction de leur importance relative par rapport à cette dernière. Certaines positions acceptent l'idée qu'il existe des choses qui ont une valeur positive, mais uniquement dans la mesure où elles nous permettent d'éviter des souffrances.
D'autres positions, qualifiées de lexicales, affirment que la réduction de la souffrance est plus importante que la promotion de n'importe quelle quantité des autres valeurs (la lexicalité en théorie morale est le point de vue selon lequel certaines valeurs l'emportent sur d'autres, c'est-à-dire qu'une certaine quantité d'une valeur donnée est meilleure que n'importe quelle autre quantité d'une autre valeur),. Alternativement, les positions dites pondérées soutiennent l'idée que, bien que la réduction de la souffrance soit prioritaire sur les autres valeurs, la promotion de ces dernières peut finir par devenir plus importante que la réduction de la souffrance, si l'on atteint une quantité suffisamment grande de ces autres valeurs. Par exemple, la promotion d'une quantité suffisamment grande de bonheur peut être plus importante que la réduction d'une certaine quantité de souffrance.

## Quelques arguments
Certains philosophes ont adopté des positions centrées sur la souffrance parce qu'ils considèrent qu'elles sont les seules permettant de résoudre certains problèmes dans le domaine de l'éthique de la population, en particulier celui posé par l'asymétrie. Selon cette asymétrie, nous n'avons aucune obligation à faire naître un individu qui aurait une bonne vie, mais nous avons l'obligation de prévenir l'existence d'un individu qui aurait une mauvaise vie,,. Il est possible de réfuter cette asymétrie de deux manières : en acceptant l'idée que nous avons une obligation de créer des vies heureuses, ou bien en acceptant l'idée que nous n'avons pas l'obligation de prévenir la création de vies malheureuses. Mais ces deux options, en particulier la dernière, semblent être très contre-intuitives. La position qui considère comme prioritaire la prévention de la souffrance potentielle par rapport à la promotion du bonheur nous donne cependant une solution très intuitive à ce problème,.
Cette asymétrie illustre l'intuition largement partagée selon laquelle nous avons la permission de ne pas chercher à procurer de plaisir aux autres personnes, alors que nous avons l'obligation d'éviter de les faire souffrir. Cette idée peut également être défendue en affirmant que la plupart d'entre nous pensons qu'il est immoral d'augmenter le plaisir d'une personne que nous ne connaissons pas, si cela doit être fait en causant à une autre personne des souffrances dont l'intensité ou la durée ne serait que légèrement inférieure.
Un autre argument en faveur de la réduction de la souffrance serait que la souffrance, y compris la souffrance extrême, est présente en très grande quantité dans le monde et qu'il est facile d'en diminuer la quantité, alors que le bonheur et le plaisir extrême sont beaucoup plus rares et difficiles à provoquer. Ce point de vue s'inspire des positions des bouddhistes et des philosophes du XIXe siècle,.

## Voir également
- Antifrustrationisme
- Antinatalisme
- Eradication de la souffrance
- Conséquentialisme négatif
- Utilitarisme négatif
- Souffrance
- Spécisme
- Risques de souffrance
- Éthique